# 18824 Graves
18824 Graves è un asteroide della fascia principale. Scoperto nel 1999, presenta un'orbita caratterizzata da un semiasse maggiore pari a 2,3848151 UA e da un'eccentricità di 0,1622485, inclinata di 1,89119° rispetto all'eclittica.